# Neptis mysolensis
Neptis mysolensis är en fjärilsart som beskrevs av Rothschild 1915. Neptis mysolensis ingår i släktet Neptis och familjen praktfjärilar. Inga underarter finns listade i Catalogue of Life.